# 陳祈睿
陳祈睿（ちん きえい、陳祈睿、2000年6月15日 - ）は、台湾の囲碁棋士。台中市出身、台湾棋院に所属、八段。新人王戦優勝3回、東鋼杯プロ囲棋戦準優勝など。

## 経歴
2011年世界青少年囲碁選手権大会少年組準優勝。2012年韓華生命杯世界児童国手戦優勝。
2013年初段。同年二段。2014年東鋼杯戦準優勝、三段。2015年Mlily夢百合杯世界囲碁オープン戦出場。2016年友士杯十段戦挑戦者決定戦進出、新人王戦優勝、四段。2018年LG杯世界棋王戦ベスト16、五段。2019年グロービス杯世界囲碁U-20ベスト8。2019年六段。2020年、国手戦準優勝、聯電杯プロ囲棋戦リーグ同率一位でプレーオフ進出するが3位となる。2021年七段、環旭新人王戦優勝。2023年八段。
2016年から台湾チームで中国囲棋リーグ戦丙級、乙級に出場。2022-23年には韓国囲碁リーグに台湾チームで出場。

### タイトル歴
- 新人王戦 2016年、2021年、2024年
- 大楽司杯囲棋公開戦 2017年
- 大成杯全国囲棋棋聖戦 2023年

### 他の棋歴
- LG杯世界棋王戦 ベスト16 2018年、2021年
- 台北市中正杯囲棋オープン戦 2016年準優勝
- 東鋼杯プロ囲棋戦 2014年準優勝
- 新人王戦 2020年、2022年準優勝
- 国手戦 2020年準優勝、2022年挑戦者
- 中環碁聖戦 2021年準優勝
- 友士杯十段戦 2022、2023年挑戦者
- 名人戦 2023年準優勝
- 中国囲棋リーグ
  - 2016年丙級（台湾中環）3-4
  - 2017年丙級（海峰棋院）2-5
  - 2018年丙級（台湾中環）6-1
  - 2019年乙級（台湾中環）4-4
  - 2020年乙級（台湾中環）5-3
  - 2021年乙級（台湾中環）2-5
  - 2022年乙級（台湾中環）4-4
  - 2023年乙級（台湾中環）0-8
  - 2024年乙級（環旭電子寶島）4-4
- 韓国囲碁リーグ
  - 2022-23年（寶島精鋭隊）5-6